# Elisabeth Lidell
Elisabeth Lidell (Ærø, 1950) es una pastora luterana y escritora danesa especializada en las peregrinaciones.

## Vida y educación
Nació en la isla danesa de Ærø donde, en su juventud, fue monitora de scouts. Cursó estudios de teología en la universidad de Aarhus consiguiendo en 1979 los títulos daneses de Candidata theologiæ y Examinata artium.

## Carrera profesional

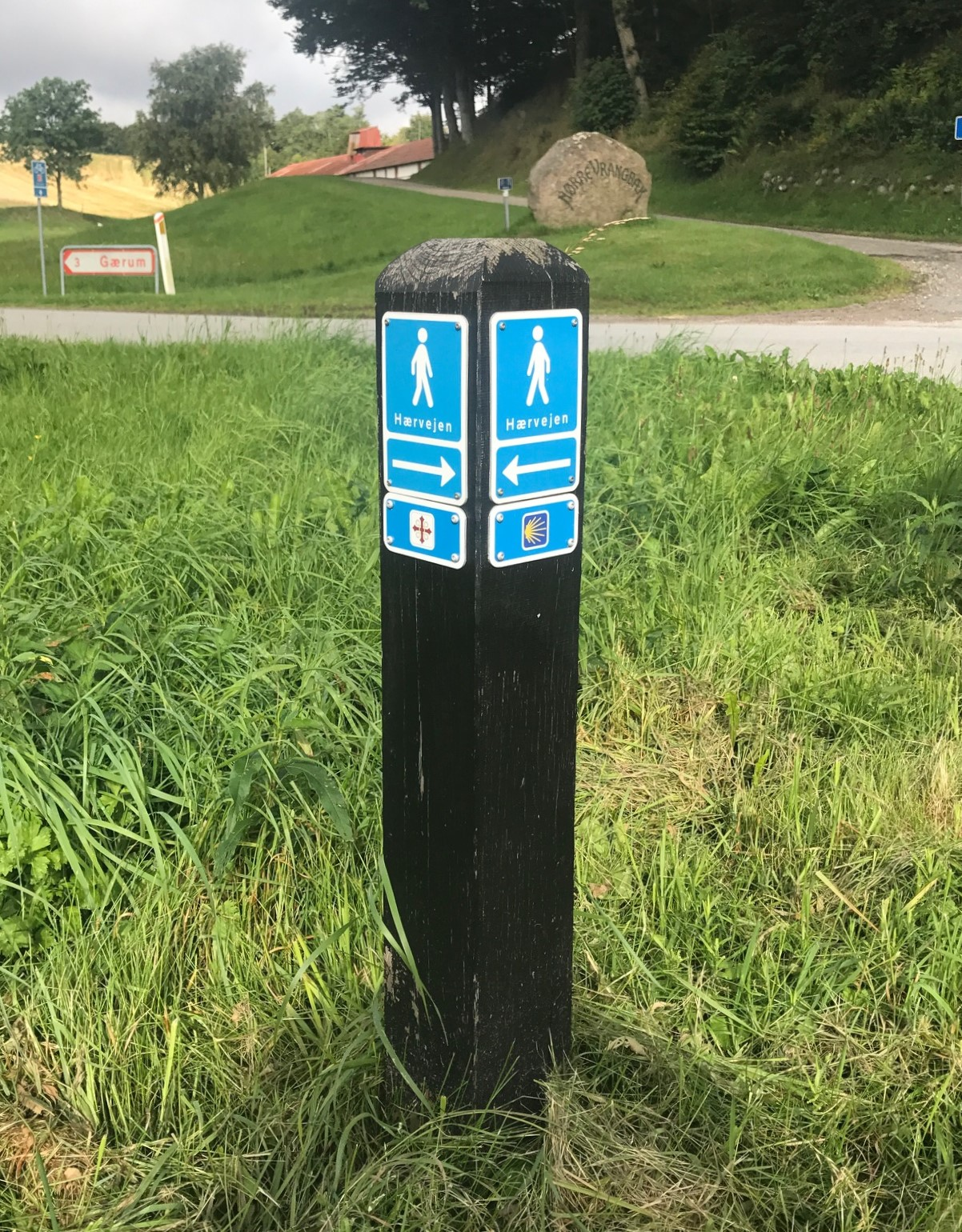
Poste señalizador Camino de Santiago / Camino de San Olaf en la ruta danesa Hærvejen.

Tras finalizar su etapa universitaria comenzó en 1980 a trabajar en la catedral de Copenhague como miembro del departamento de relaciones internacionales de la Iglesia del Pueblo Danés. Durante este periodo, su labor le dio la oportunidad de tener contacto habitual con miembros de otras denominaciones cristianas lo que despertó en ella un gran interés por el ecumenismo.
En 1990 se trasladó a Risskov, junto a Aarhus donde se hizo cargo de su parroquia. Dentro de este periodo, ejerció también entre 2001 y 2006 como profesora del seminario de Aarhus.
En el año 2000 recorrió por primera vez el Camino de Santiago. A su vuelta, relató la vivencia a sus alumnos de confirmación y estos le pidieron hacer una peregrinación con ella en su parroquia. La experiencia que, según ella misma indica, pudo ser la primera peregrinación religiosa en Dinamarca desde la reforma, resultó un éxito lo que le llevó a repetirla más veces con otros jóvenes así como con adultos de su parroquia.

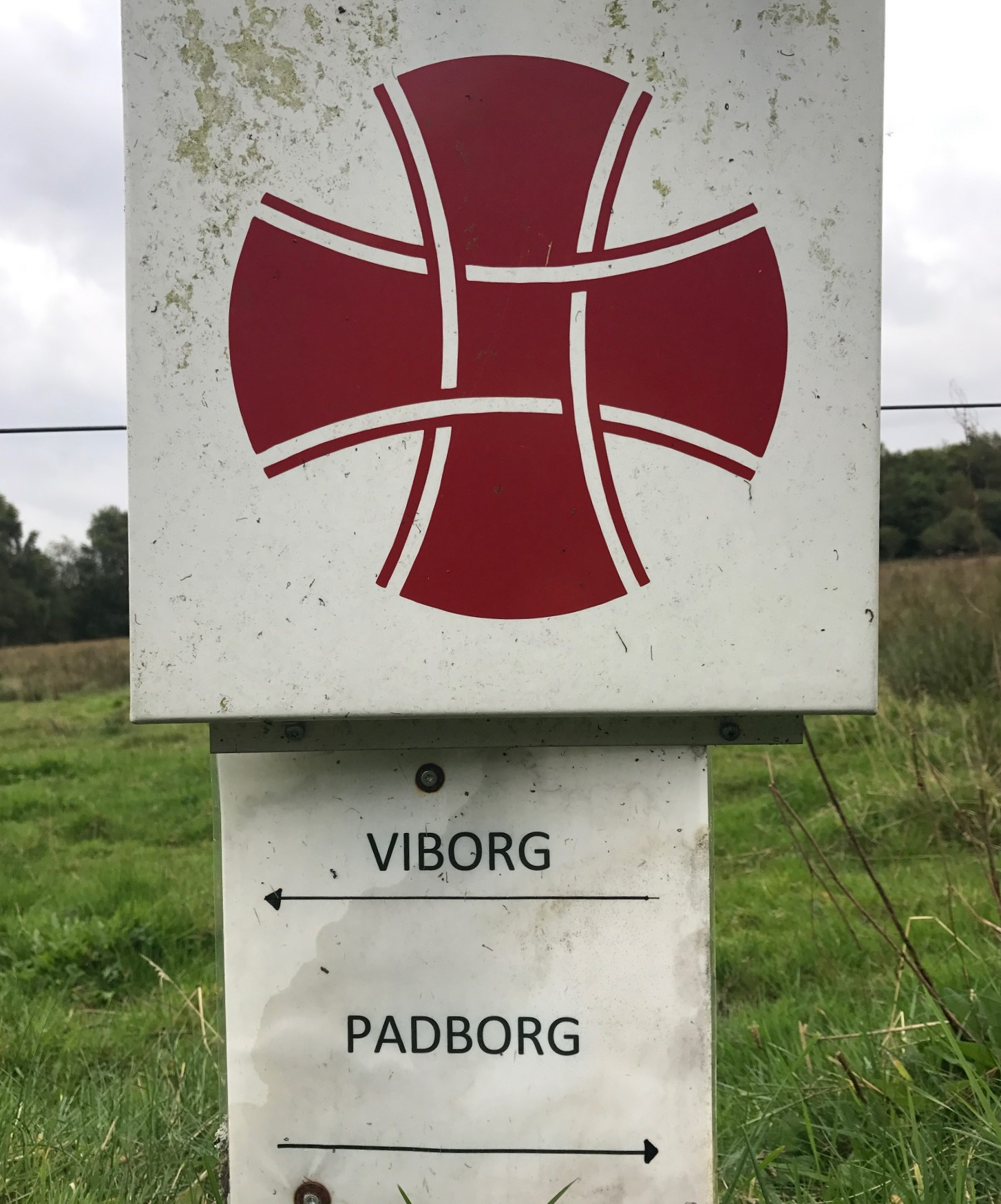
Cartel indicador de la red de albergues en la ruta danesa Hærvejen.

Finalizó su etapa al cargo de la parroquia de Risskov en 2009 para convertirse ese año en la primera pastora de peregrinación en Dinamarca, una labor que ejerce actualmente (2017) en Aarhus. Este puesto especializado se creó en Viborg y consiste en organizar peregrinaciones y acompañar a los fieles durante ellas.
Junto a su marido –el arquitecto Andreas Blinkeberg– ha desarrollado una decidida labor para la recuperación y puesta en funcionamiento de la ruta danesa Hærvejen que recorre la península de Jutlandia de norte a sur. Este camino, en dirección sur, forma parte de la red de Caminos de Santiago en el norte de Europa mientras que, en dirección norte, está incluido dentro de los Caminos de San Olaf que conducen a la catedral de Trondheim en Noruega. Ambos fueron los impulsores del establecimiento de una red de albergues a lo largo de toda la ruta que permitiese su recorrido y tuviesen el mismo espíritu que los del Camino del Santiago. Para ello contaron con la ayuda de la entidad filantrópica danesa Realdania en el marco de sus proyectos para la recuperación y sostenibilidad de las antiguas granjas danesas.

## Obras publicadas
Elisabeth Lidell ha publicado cinco libros cuya temática está centrada en las modernas peregrinaciones:
1. 2004: Den lille pilgrimsbog (el pequeño libro de los peregrinos).
2. 2006: Pilgrimsvandring med børn og unge (peregrinación con niños y jóvenes).
3. 2007: Pilgrimsliv – håndbog for vandringsfolk (vida del peregrino – manual para personas en movimiento).
4. 2007: Antologien Pilgrimsspor (antología sobre vestigios de peregrinos).
5. 2012: Et ord med på vejen (una palabra en el camino).

Igualmente, realiza colaboraciones en varias publicaciones de temática religiosa en Dinamarca.